# アイリーン・フォーリーン
アイリーン・フォーリーン（I Re'in For Re'in）は、高知県出身の日本のロックバンド。1985年にメジャー・デビュー、テレビドラマ主題歌や、イメージソングを数多く手がけた。2008年、デビュー当時のメンバーで再結成し、活動中。

## 略歴
1984年：高知県で結成。結成当時のメンバーは、安岡孝章、堀麻夫、桑本勲、中越五雄、有澤由明の5人。同地でライブ活動を始める。
1985年：自主制作盤『ミスティ・アイズ』リリース。オリコン地区別ランキング1位となる。活動拠点を東京に移し、ビクターインビテーション（≒ビクター音楽産業、後のビクターエンタテインメント〈初代〉→JVCケンウッド・ビクターエンタテインメント→ビクターエンタテインメント〈二代目〉）と契約。10月にシングル『スローなDanceは踊れない』（TBSドラマ『'85年型家族あわせ』主題歌）、アルバム『プラスティック・ジェネレイション』でデビュー。1986年、プロデューサーに小林武史を迎え、2ndアルバム『ロマンティック』をリリース。1987年、メンバーチェンジにより、桑本、中越、有澤の3名が脱退、ギタリストとして小倉博和が加入。3人体制となる。1988年、3rdアルバム『ボディ&ボイス』をリリース。全国ツアー後、活動停止を発表。2008年、デビュー当時のオリジナルメンバーで再結成。20年ぶりとなるアルバム『Big! Bang!! Boom!!!』を、自らのレーベル「バルケッタ・レーベル」よりリリース。

## ディスコグラフィー

### シングル
- スローなDanceは踊れない（1985年10月21日）
- ダメージは蜜の味/Just One（1986年4月21日）
- 夢旅人（1987年7月21日）
- ひとりじゃないさ〜Lonely won't leave me alone（1987年11月1日）

### アルバム
- プラスティック・ジェネレイション（1985年10月21日）
- ロマンティック（1986年6月5日）
- アイリーン・フォーリーン（1987年12月16日）※ベスト・アルバム
- ボディ&ボイス（1988年7月21日）
- Big! Bang!! Boom!!!（2008年11月7日）

## タイアップ一覧
| 使用年 | 曲名                                          | タイアップ                              |
| ------ | --------------------------------------------- | --------------------------------------- |
| 1985年 | スローなDanceは踊れない                       | TBS系ドラマ『'85年型家族あわせ』主題歌  |
| 1986年 | Just One                                      | 神戸ポートピアランド イメージソング     |
| 1987年 | 夢旅人                                        | 神戸ポートピアランド イメージソング     |
| 1987年 | ひとりじゃないさ〜Lonely won't leave me alone | TBS系『わくわく動物ランド』テーマソング |